# Postrach nocy 2 (film 2013)
Postrach nocy 2 Nowa krew (tytuł oryg. Fright Night II New Blood) – amerykański film fabularny (hybryda horroru i czarnej komedii) z 2013 roku, wyreżyserowany przez Eduardo Rodríguez. Remake kultowego horroru Postrach nocy 2 z 1988.

## Opis Fabuły
Nastolatek Charley Brewster odkrywa, że jego wykładowczyni Gerri Dandrige jest piękną wampirzycą która potrzebuje krwi młodych kobiet, aby zażyć kąpieli odmładzającej. Chłopak postanawia powstrzymać potwora.

## Obsada
| Aktor                 | Rola                 |
| --------------------- | -------------------- |
| Will Payne            | Charley Brewster     |
| Jaime Murray          | Gerri Dandrige       |
| Chris Waller          | „Zły” Ed Bates       |
| Sacha Parkinson       | Amy Peterson         |
| Sean Power            | Peter Vincent        |
| Alina Minzu           | Shayla Sunshine      |
| Liana Margineanu      | Stara kobieta        |
| Constantin Barbulescu | Inspector Constantin |